# Haiba
Haiba – wieś w Estonii, w prowincji Harju, stolica i siedziba władz gminy Kernu.